# Voluta musica
Voluta musica (nomeada, em inglês, common music volute ou music volute) é uma espécie de molusco gastrópode marinho pertencente à família Volutidae. Foi classificada por Carolus Linnaeus em 1758, descrita em sua obra Systema Naturae. Sua distribuição geográfica abrange o oeste do oceano Atlântico, na costa norte da América do Sul, até Venezuela, e no mar do Caribe. Esta espécie de caramujo atinge até os 8 ou 11 centímetros de comprimento.

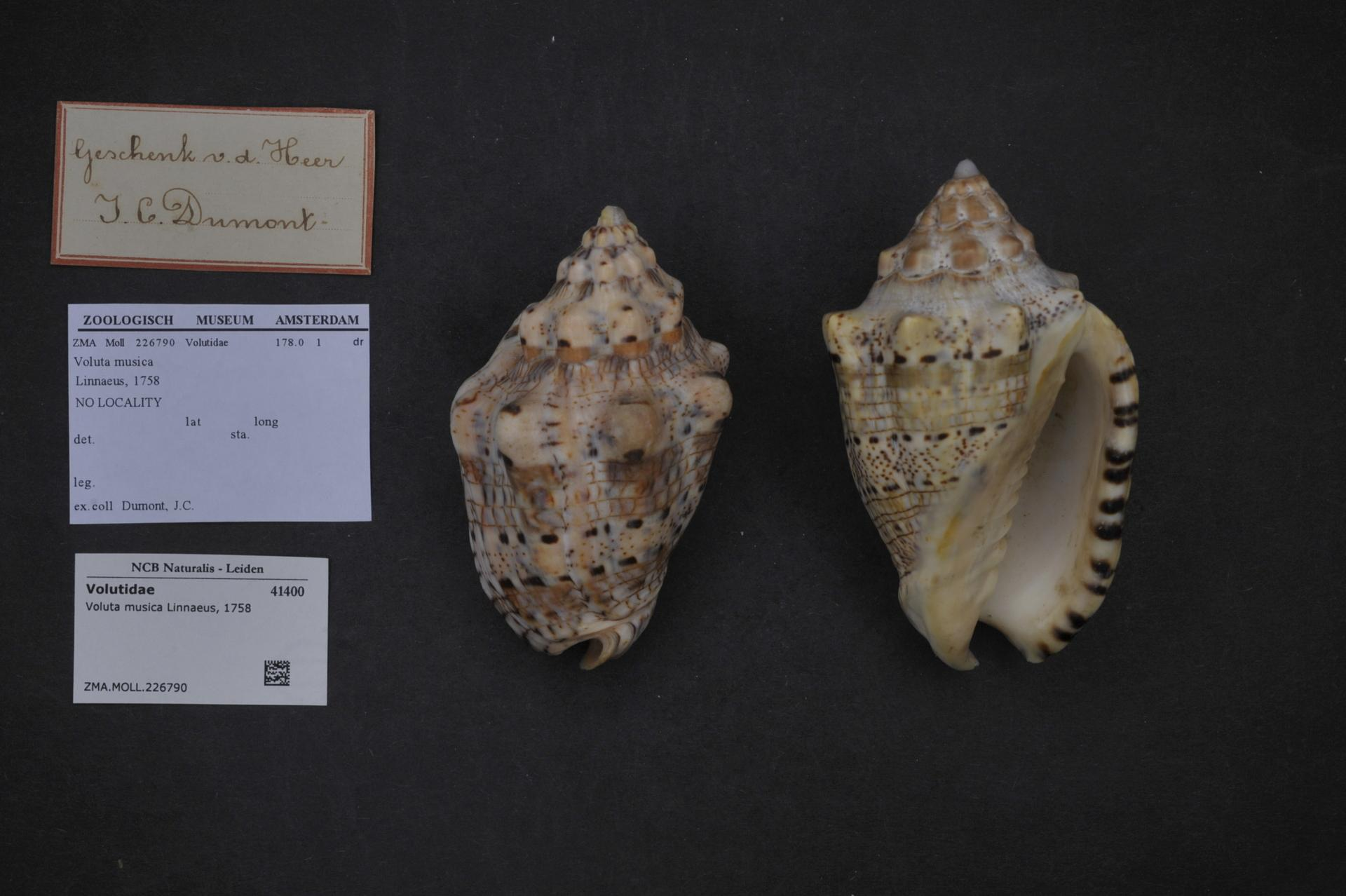
Duas conchas de V. musica, da coleção do Museu de História Natural de Leiden.

## Descrição da concha e hábitos
Concha robusta e globosa, com espiral baixa, de até 7 voltas, e de protoconcha arredondada. Sua superfície apresenta coloração creme a rosada e deve seu nome aos desenhos característicos, de coloração marrom a marrom-avermelhada, que parecem-se com partituras de música, dotada de um relevo de esculturas de crescimento visíveis, em forma de protuberâncias fortes e destacadas, dirigidas para a espiral; chegando até sua volta final, que apresenta abertura longa e moderadamente estreita, angular, ocupando 2/3 de toda a concha (quase a totalidade do seu comprimento) e com opérculo ocupando uma parte da abertura, quando vista por baixo, possuindo um lábio externo levemente espessado e columela curva, com mais de dez fortes pregas oblíquas. Canal sifonal curto e afunilado.

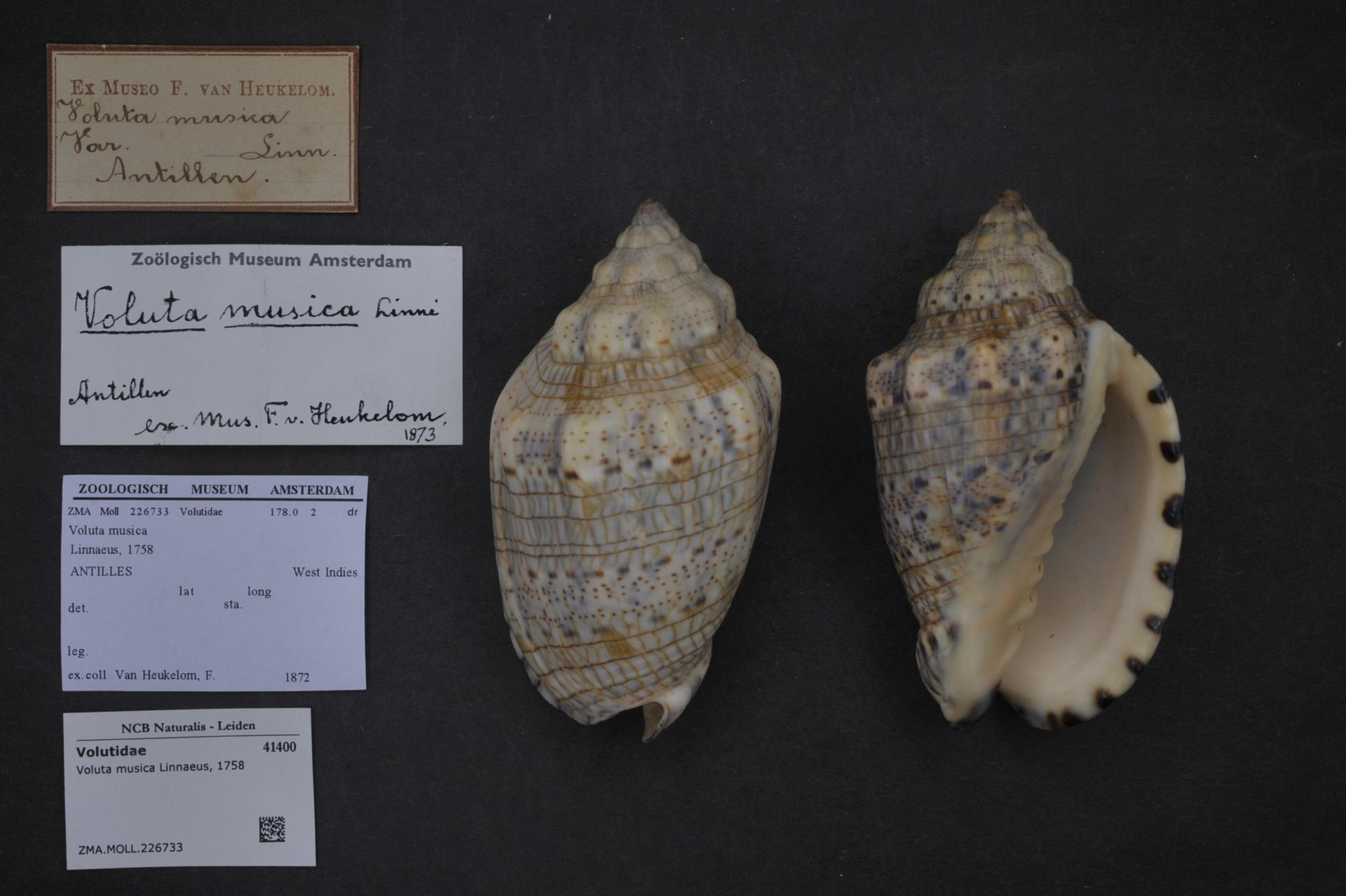
Duas conchas de V. musica, da coleção do Museu de História Natural de Leiden.

É encontrada em costas arenosas, da zona entremarés à zona nerítica, fundos e arenosos, com até 40 metros de profundidade.